# 羅茲索胡瓦泰 (博霍杜希夫區)
50°19′26″N 35°57′24″E / 50.32389°N 35.95667°E
羅茲索胡瓦泰（羅馬化：Rozsokhuvate）是位於烏克蘭東部的村莊，由哈爾科夫州博霍杜希夫區的佐洛奇夫市鎮負責管轄。該村始建於1775年，面積0.49平方公里，海拔高度173米，2001年人口49，人口密度每平方公里0.5人。